# Dinheiro falso
Dinheiro falso é uma moeda produzida sem a sanção legal de um estado ou governo, geralmente em uma tentativa deliberada de imitá-la e enganar seu destinatário. Produzir ou usar dinheiro falsificado é uma forma de fraude ou falsificação e é ilegal. O negócio de falsificação de dinheiro é quase tão antigo quanto o próprio dinheiro: cópias folheadas (conhecidas como fourrées) foram encontradas de moedas da Lídia, que se acredita estarem entre as primeiras moedas ocidentais. Antes da introdução do papel-moeda, o método mais comum de falsificação envolvia a mistura de metais básicos com ouro puro ou prata. Durante a Segunda Guerra Mundial, os nazistas falsificaram libras esterlinas e dólares americanos. Hoje, algumas das melhores notas falsas são chamadas de superdólares por causa de sua alta qualidade e imitação do dólar americano real. Houve falsificação significativa de notas e moedas de euro desde o lançamento da moeda em 2002, mas consideravelmente menos do que a do dólar americano.

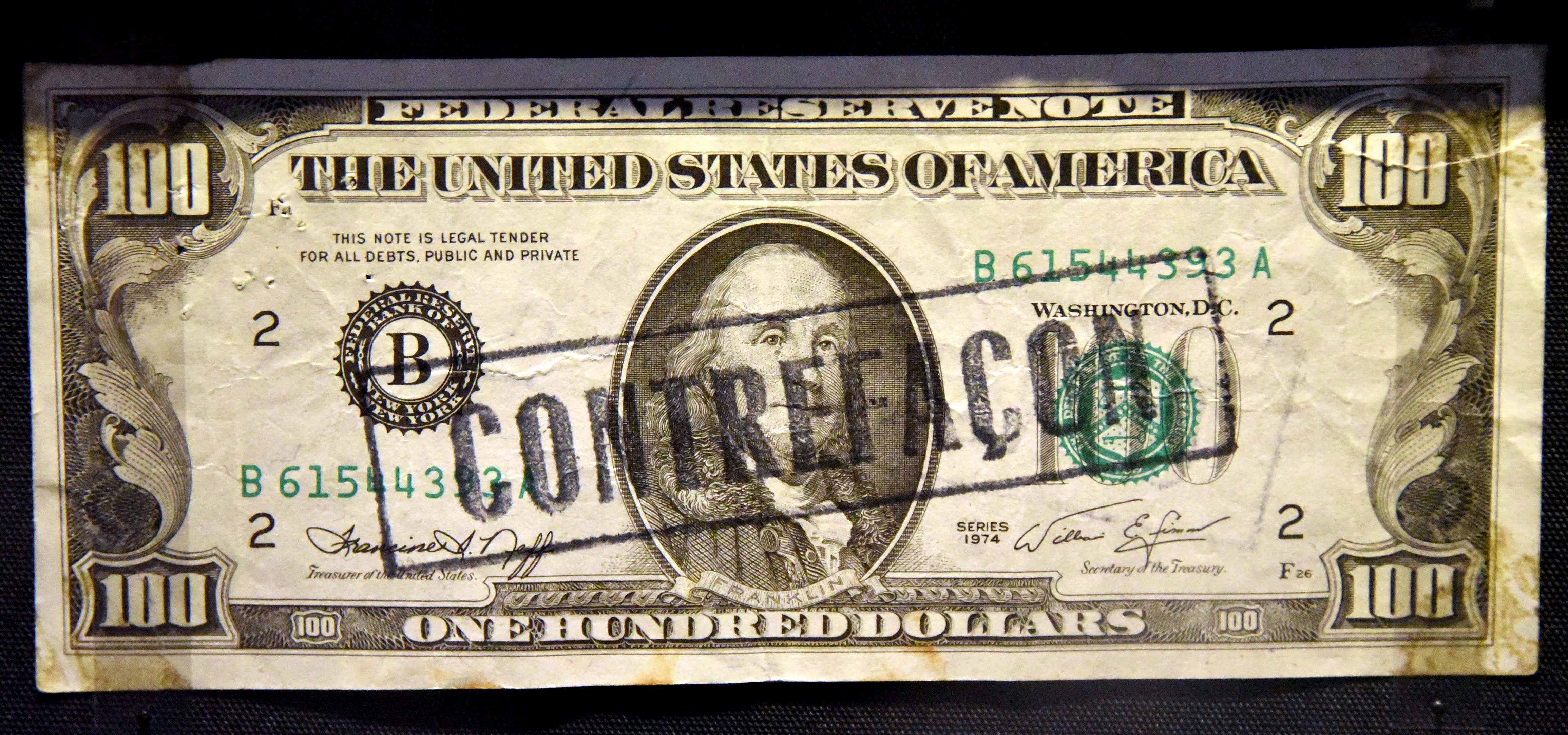
Nota falsificada de cem dólares, datada de 1974, mas provavelmente feita mais tarde. Sobre-estampado com "Contrefaçon" em ambos os lados. Em exposição no Museu Britânico, Londres

Alguns dos efeitos negativos que o dinheiro falsificado tem na sociedade incluem uma redução no valor do dinheiro real; e um aumento nos preços (inflação) devido a mais dinheiro circulando na economia – um aumento artificial não autorizado na oferta de dinheiro; uma diminuição na aceitabilidade do papel-moeda; e perdas, quando os comerciantes não são reembolsados por dinheiro falso detectado pelos bancos, mesmo que seja confiscado. Tradicionalmente, as medidas antifalsificação envolviam a inclusão de detalhes finos com impressão em relevo nas notas, o que permite que não especialistas detectem facilmente as falsificações. Em moedas, milled ou reeded (marcadas com ranhuras paralelas) são usadas para mostrar que nenhum metal valioso foi raspado.

## História
A falsificação é tão prevalente ao longo da história que foi chamada de "a segunda profissão mais antiga do mundo". A cunhagem de dinheiro começou na região da Lídia por volta de 600 a.C. Antes da introdução do papel-moeda, o método mais comum de falsificação envolvia a mistura de metais básicos com ouro puro ou prata. Uma prática comum era "raspar" as bordas de uma moeda. Isso é conhecido como "clipagem". Metais preciosos coletados dessa maneira podem ser usados para produzir moedas falsas. A fourrée é um tipo antigo de moeda falsa, na qual um núcleo de metal básico foi revestido com um metal precioso para se assemelhar ao seu equivalente de metal sólido.
Quando o papel-moeda foi introduzido na China no século XIII, a madeira das amoreiras era usada para ganhar dinheiro. Para controlar o acesso ao papel, guardas foram colocados em torno das florestas de amoreiras, enquanto os falsificadores eram punidos com a morte.
No século XIII, Mastro Adamo foi mencionado por Dante Alighieri como um falsificador do florim florentino, punido com a morte por enforcamento. O casal inglês Thomas e Anne Rogers foi condenado em 15 de outubro de 1690 por "clipagem de quarenta peças de prata". Thomas Rogers foi enforcado, arrastado e esquartejado enquanto Anne Rogers foi queimada viva. As provas fornecidas por um informante levaram à prisão do último dos cunhadores ingleses "King" David Hartley, que foi executado por enforcamento em 1770. As formas extremas de punição foram aplicadas por atos de traição contra o Estado ou Coroa em vez de um simples crime.
No final do século XVIII e início do século XIX, os imigrantes irlandeses em Londres estavam particularmente associados ao gasto (pronunciação) de dinheiro falso, enquanto os moradores locais eram mais propensos a participar das formas mais seguras e lucrativas de crimes monetários, que poderiam ocorrer atrás de portas trancadas. Isso inclui produzir o dinheiro falso e vendê-lo no atacado.
Da mesma forma, na América, o papel-moeda colonial impresso por Benjamin Franklin e outros muitas vezes trazia a frase "falsificar é a morte". A teoria por trás de punições tão severas era que aquele que tinha habilidade para falsificar moeda era considerado uma ameaça à segurança do Estado e deveria ser eliminado. Outra explicação é o fato de que emitir dinheiro em que as pessoas pudessem confiar era tanto um imperativo econômico quanto uma prerrogativa real (quando aplicável); portanto, a falsificação era um crime contra o próprio Estado ou governante, e não contra a pessoa que recebia o dinheiro falso. Muito mais afortunado foi um praticante anterior da mesma arte, ativo na época do imperador Justiniano. Em vez de executar Alexandre, o Barbeiro, o imperador optou por empregar seus talentos a serviço do próprio governo.
As nações têm usado a falsificação como meio de guerra. A ideia é transbordar a economia do inimigo com notas falsas para que o valor real do dinheiro despenque. A Grã-Bretanha fez isso durante a Guerra Revolucionária Americana para reduzir o valor do dólar continental. Os falsificadores para os britânicos eram conhecidos como "shovers", cujos dois mais conhecidos deles durante a Guerra Revolucionária foram David Farnsworth e John Blair. Eles foram pegos com dez mil dólares em falsificações quando presos. George Washington se interessou pessoalmente pelo caso e até pediu que fossem torturados para descobrir mais informações. Eles acabaram enforcados por seus crimes.
Durante a Guerra Civil Americana, o dólar dos Estados Confederados foi fortemente falsificado por interesses privados do lado da União, muitas vezes sem a sanção do governo da União em Washington. O acesso da Confederação à moderna tecnologia de impressão era limitado, enquanto muitas imitações feitas no norte eram impressas em papel de notas de alta qualidade adquiridos por meios extralegais. Como resultado, as notas falsificadas do sul eram muitas vezes iguais ou até superiores em qualidade em comparação com o dinheiro genuíno dos confederados.
Em 1834, moedas de cobre falsificadas fabricadas nos Estados Unidos foram apreendidas em vários navios com bandeiras americanas no Brasil. A prática parecia terminar depois disso.

## Dinheiro de treinamento
Em maio de 2017, notas de treinamento de moeda australiana (usadas internamente por bancos chineses no treinamento de caixas) circularam brevemente em Darwin, Território do Norte, com sete casos relatados pela Polícia do Território do Norte de notas sendo oferecidas e tomadas como dinheiro real. As notas de cem dólares australianos tinham caracteres do idioma chinês impressos nelas, mas, por outro lado, tinham a cor e a sensação de notas reais, e os caracteres chineses podem ser disfarçados quando a nota é dobrada. Eles foram vendidos através do eBay, com a isenção de responsabilidade de não serem para circulação. A China também tem um "dinheiro de treinamento" equivalente a cinquenta dólares americanos, que já havia aparecido nos EUA.